# Пекар Володимир Павлович
Володи́мир Па́влович Пе́кар (* 24 лютого 1928, Козова, нині Тернопільського району Тернопільської області — 22 липня 1990) — український хоровий диригент, педагог. Заслужений діяч мистецтв України (1969), доцент Рівненського педагогічного інституту.

## Життєпис
Вчився у Львівському музично-педагогічному училищі. 1953 закінчив Львівську консерваторію, в класі доцента Є. Вахняка. Керував хором Львівського педагогічного училища (1953—1967), заснованою ним хоровою капелою Львівського політехнічного інституту (1957—1967).
В 1967—1987 — художній керівник і головний диригент хорової капели «Трембіта». З 1978 — викладач, доцент Рівненського інституту культури. Виховував та навчав плеяду викладачів, науковців, митців.
В часі буття у Львові разом з Іваном Самотосом, Андрієм Бокотеєм, Володимиром Одрехівським, Еммануїлом Миськом, Данилом Добошинським, Володимиром Патиком та Ільком Чуликом разом зі студентами збирались на квартирах і жили таємним «національним життям».

## Витоки
- Хорове мистецтво Рівненщини
- Лексика [Архівовано 29 серпня 2016 у Wayback Machine.]
- Музична бібліотека [Архівовано 2 січня 2014 у Wayback Machine.]
- Іван Самотос: «Від 1948 року і досі ходжу одними й тими ж стежками…»